# Saturnino de Tolosa
San Saturnino de Tolosa (m. ca. 257, Tolosa, Galia), también llamado Serenín, Sernin o Cernin, fue un misionero romano que predicó en las Galias, el Pirineo y la península ibérica. Fue el primer obispo de Tolosa (la actual Toulouse), donde fue martirizado por los paganos, según las Actas de Surio, aunque otros testimonios, conocidos como las Actas de San Saturnino, lo sitúan en el siglo I.

## Vida
Según las Actas de Surio, Saturnino predicó en Aquitania durante el Consulado de Gracio y Decio, en el siglo III. En Tolosa convirtió a Honesto, quien se unió a él en el trabajo de misionero; en Carcasona, el prefecto Rufino los encarceló, pero fueron liberados por un ángel. Honesto fue a predicar a Pompaelo (la actual Pamplona). Tras debatir con el senador pagano Firmo, hizo llamar a Saturnino. Saturnino y Honesto convirtieron y bautizaron a varios paganos de la ciudad, entre ellos Firmo y su esposa (bautizados por Saturnino) y el hijo de ambos, Fermín, quien luego sería a su vez obispo de Amiens.

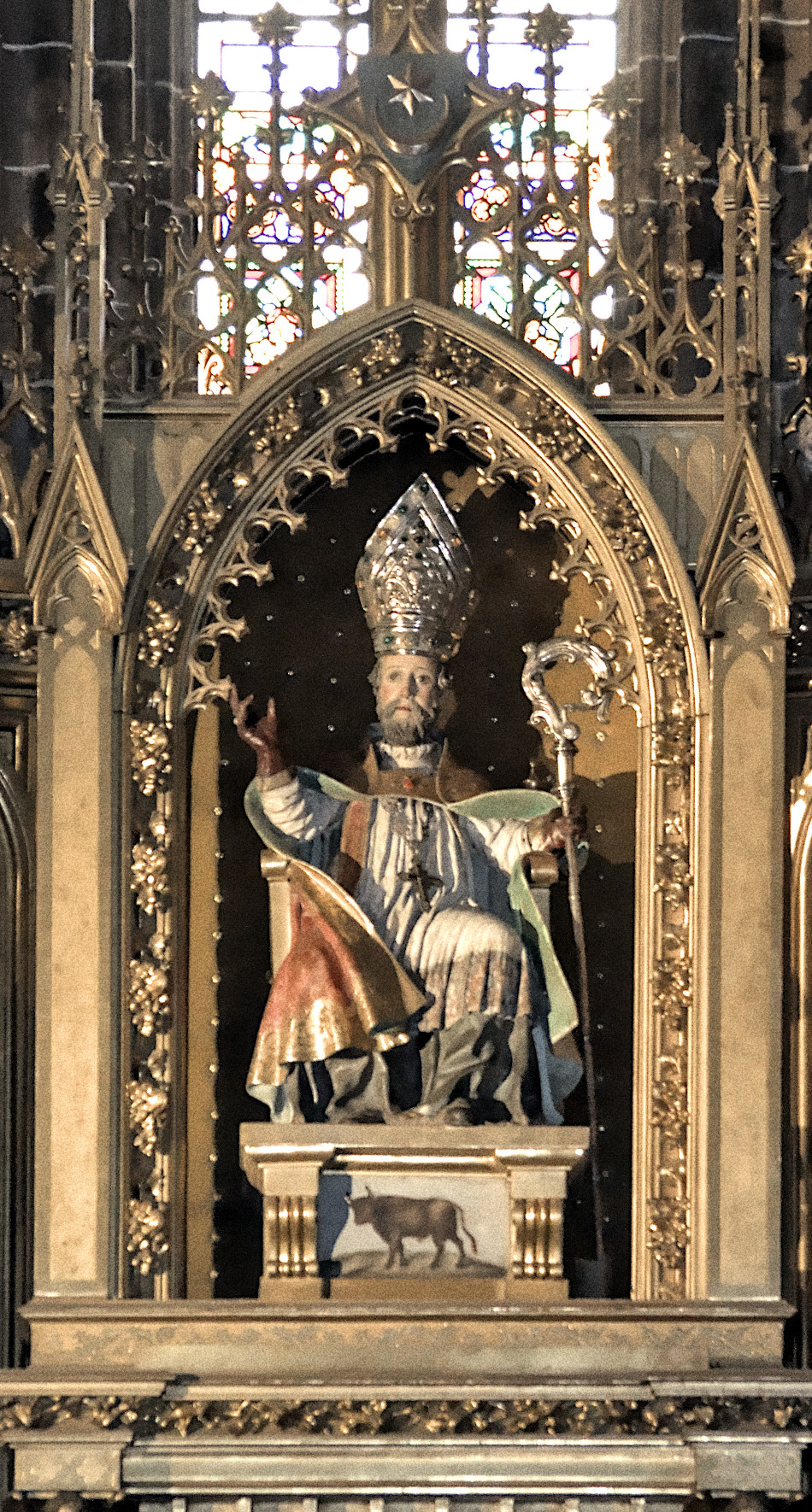
Iglesia de San Saturnino (Pamplona). Imagen del santo titular

## Martirio

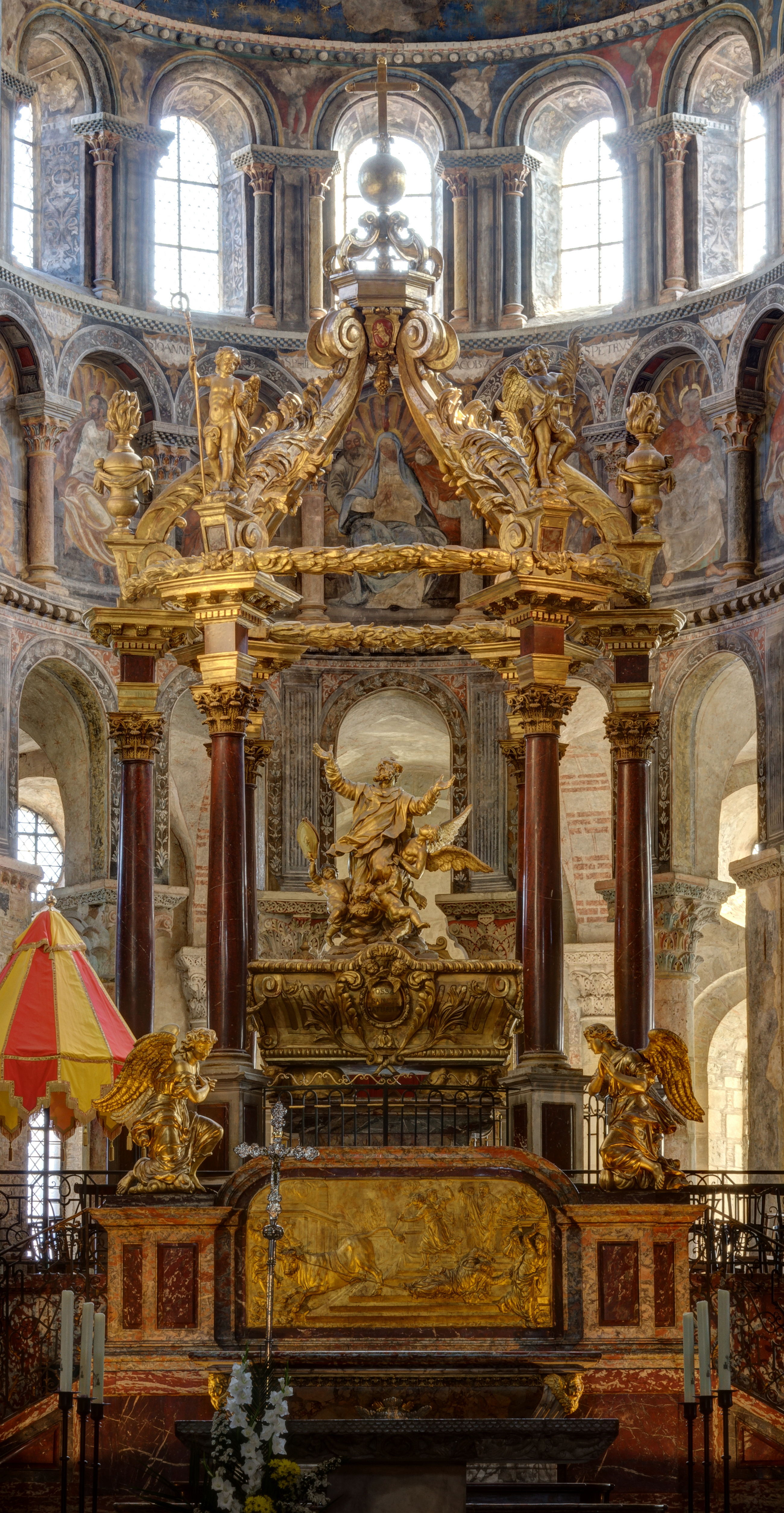
Tumba de Saturnino de Tolosa en basílica de San Sernín.

La Passio Saturnini cuenta que Saturnino, habiendo sido nombrado obispo, llegó a Toulouse (Francia) en el año 250, bajo el consulado romano de Decio y Grato. En aquella época, en la Galia había todavía muy pocas comunidades cristianas y Saturnino llegó para predicar y convertir a los ciudadanos de aquel lugar. 
En la ciudad había un templo erigido por los romanos y consagrado a su dios Júpiter Capitolino. Saturnino tenía que pasar cada día por delante de dicho templo para llegar a un pequeño oratorio donde ejercía su catequesis. Parece ser que durante algún tiempo, Júpiter se mostraba mudo ante las peticiones de las gentes que creían en él y empezó a correr el rumor de que el responsable de tal hecho era el obispo Saturnino. 
La multitud se alteró por este motivo y un día le esperó y, al pasar por allí, rodeándole amenazadoramente, quiso imponerle el sacrificio de un toro al dios romano. Ante su negativa y enfurecidos, ataron al obispo al toro que debía ser sacrificado y le picaron para que corriera por las escalinatas del Capitolio. El cuerpo de Saturnino fue despedazándose a lo largo de la carrera del animal. Cuando paró la espantada, allí quedó abandonado, hasta que unas piadosas mujeres lo recogieron y lo enterraron en una fosa muy profunda.
Un siglo después fue descubierta su tumba y allí mismo construyeron una pequeña capilla con sus reliquias. Con el tiempo se perdió dicha capilla y también su recuerdo; posteriormente, uno de sus sucesores encontró el lugar.
Los testimonios históricos fiables de su culto en Pamplona datan de finales del siglo XI, cuando se instalaron numerosos pobladores francos, que construyeron una iglesia bajo su advocación y a su alrededor se formó uno de los tres barrios importantes, el llamado Burgo de San Serenín o Burgo de San Cernin. Frente a la puerta de dicha iglesia hay una plancha de bronce que está tapando un pozo. Se cuenta que San Saturnino bautizó con el agua de ese pozo a los primeros cristianos pamploneses, incluido San Fermín.
Su fiesta se celebra el 29 de noviembre. Es patrón de las poblaciones españolas de Pamplona, San Sadurní de Noya, San Saturnino de Osormot, Sant Sadurní de l'Heura, Montornès del Vallès, Montmajor, Artajona y Ventosa. El escudo de Montmajor muestra una mitra y un báculo de obispo, así como un toro sobre fondo de gules.